# Jessica Campbell
Jessica Campbell (Tulsa, Oklahoma, 1982. október 30. – Portland, 2020. december 29.) amerikai színésznő.

## Élete és pályafutása
Legjelentősebb alakítását az 1999-es Gimiboszi című filmben nyújtotta, amelyért Independent Spirit-díjra jelölték. Szerepelt még a 2001-es Birtokviszony című filmben, Glenn Closeszal és Dermot Mulroneyval. A Különcök és stréberek című tévésorozat két részében is vendégszerepelt. 
2002-ben visszavonult a színjátszástól, később természetgyógyászként dolgozott.

## Halála
2021 januárjában Campbell családja bejelentette, hogy Jessica Campbell 2020. december 29-én portlandi otthonában elhunyt.  Halálának okát nem közölték, de Campbell a halála napján influenzaszerű tünetektől szenvedett. Férje és 10 éves fia maradt utána.

## Filmográfia

### Film
| Év   | Magyar cím    | Eredeti cím           | Szerep               | Magyar hang       |
| ---- | ------------- | --------------------- | -------------------- | ----------------- |
| 1999 | Gimiboszi     | Election              | Tammy Metzler        | Nemes Takách Kata |
| 2001 | Birtokviszony | The Safety of Objects | Julie Gold           | Csondor Kata      |
| 2002 |               | Dad's Day             | Mary Elizabeth Kelly |                   |
| 2002 |               | Junk                  | Doris                |                   |

### Televízió
| Év   | Magyar cím            | Eredeti cím                          | Szerep      | Megjegyzések |
| ---- | --------------------- | ------------------------------------ | ----------- | ------------ |
| 1992 | A gyerekek érdekében  | In the Best Interest of the Children | Julie Cain  | tévéfilm     |
| 2000 | Különcök és stréberek | Freaks and Geeks                     | Amy Andrews | 2 epizód     |

## Díjak és jelölések
Gimiboszi (1999)
- - Jelölés — Independent Spirit Awards legjobb debütáló alakítás
  - Jelölés — YoungStar Award legjobb fiatal színésznő komédiában

## Fordítás
- Ez a szócikk részben vagy egészben  a   Jessica Campbell című angol Wikipédia-szócikk fordításán alapul.  Az eredeti cikk szerkesztőit annak laptörténete sorolja fel. Ez a jelzés csupán a megfogalmazás eredetét és a szerzői jogokat jelzi, nem szolgál a cikkben szereplő információk forrásmegjelöléseként.